# Fourgana
Fourgana (ou Yourgana) est une localité du Cameroun située dans la commune de Guéré, le département du Mayo-Danay et la Région de l'Extrême-Nord, à proximité de la frontière avec le Tchad.

## Population
En 1967 la localité comptait 732 habitants, principalement des Massa. À cette date, elle était dotée d'une école publique à cycle incomplet. Un marché hebdomadaire s'y tenait le mercredi.
Lors du recensement de 2005, on y a dénombré 684 personnes.